# Fort Lee (Nova Jérsei)
Fort Lee é um distrito localizado no estado americano de Nova Jérsei, no Condado de Bergen.

## Demografia
Segundo o censo americano de 2000, a sua população era de 35.461 habitantes.
Em 2006, foi estimada uma população de 37.008, um aumento de 1547 (4.4%).

## Geografia
De acordo com o United States Census Bureau tem uma área de
7,5 km², dos quais 6,6 km² cobertos por terra e 0,9 km² cobertos por água.

## Localidades na vizinhança
O diagrama seguinte representa as localidades num raio de 4 km ao redor de Fort Lee.